# Kell on Earth
Kell on Earth foi um reality show do canal americano Bravo Network que mostrava o dia a dia da RP (relações públicas) Kelly Cutrone em sua empresa "Peoples Revolution" em Nova York.
O programa é um spin-off do reality show The City de qual Kelly faz parte. Whitney Port e Roxy Olin não aparecem no programa.

## Elenco
- Kelly Cutrone
- Robyn Berkley
- Emily Bungert
- Stefanie Skinner
- Andrew Mukamal
- Ava Cutrone
- Stephanie Vorhees
- Andrew Serrano
- Tim Ferris
- Elide

## Episódios
1. Walk In The Park
2. The Show Must Go On
3. Highway to Kell
4. Off to London
5. Love Hangover
6. Skinner's Boiling Point
7. Tough Times
8. Sunny Days